# Shrek 4-D
Shrek 4-D (Shrek 3D el 2003) és un curtmetratge d'animació d'Universal Studios en 3D i 2D, dirigit per Simon J. Smith i produït poc després del primer film, Shrek, que es va incloure en el DVD d'aquesta pel·lícula i que mostrava primers tasts de la segona part de la saga, Shrek 2.

## Història
Shrek i Fiona es disposen a passar la seva lluna de mel, acompanyats de l'Ase, en llur carrossa-ceba, quan apareix Thelonious amb el seu cavall i segresta la Princesa Fiona. Shrek i l'Ase ràpidament parteixen a la seva recerca a través d'un bosc tenebrós i encantat, fins que arriben a un castell. Allà, es troben amb el malvat fantasma de Lord Farquaad, que els revela el seu sinistre pla: si Fiona no va poder ser la seva esposa i regnar en vida, ho serà en la mort, esdevenint sobirana de l'inframón.

## Personatges
| Personatge           | Actor original (EUA) · |
| -------------------- | ---------------------- |
| Shrek                | Mike Myers             |
| Ase                  | Eddie Murphy           |
| Princesa Fiona       | Cameron Diaz           |
| Fantasma de Farquaad | John Lithgow           |
| Gingebre             | Conrad Vernon          |
| Pinotxo              | Cody Cameron           |
| Els tres porquets    | Cody Cameron           |
| Teloni               | Christopher Knights    |
| Ratolí cec           | Christopher Knights    |